# Blokhus Klitplantage
Blokhus Klitplantage är en skog i Danmark.   Den ligger i Jammerbugts kommun i Region Nordjylland, i den norra delen av landet, 250 km nordväst om Köpenhamn. Blokhus Klitplantage ligger söder om Blokhus på ön Vendsyssel-Thy.